# Козин, Сергей Игоревич
Сергей Игоревич Козин (род. 21 марта 1984, Горький, СССР) — российский баскетбольный тренер. Главный тренер баскетбольного клуба «Нижний Новгород» и ассистент главного тренера сборной России.

## Карьера
Козин начал заниматься баскетболом в возрасте 10 лет в Нижегородском училище олимпийского резерва. Сергей входил в расширенный состав команды НБА (прим. – Нижегородская Баскетбольная Ассоциация), принимал участие в тренировках, но не попадал в основной состав.
Козин начал свою тренерскую деятельность в возрасте 18 лет с работой с молодыми игроками и начинающими баскетболистами в СШОР №7, а позднее в ДЮСШ «Мещера» города Нижнего Новгорода. Также, Сергей участвовал в работе судейской бригады, обслуживавшей домашние матчи баскетбольного клуба «Нижний Новгород».
В 2013 году Козин вошёл в список арбитров, которые обслуживали баскетбольный турнир на Универсиаде в Казани.

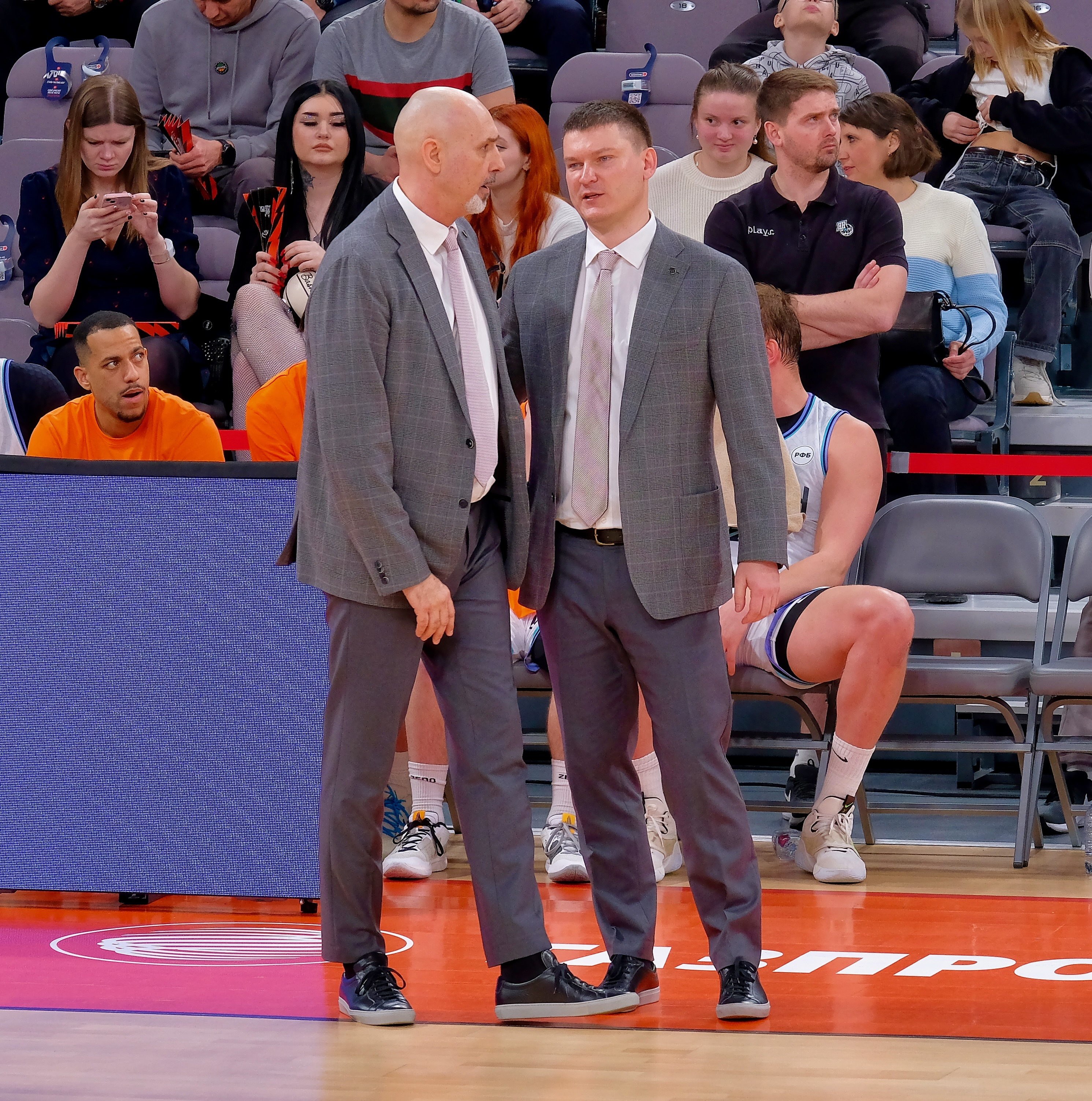
Сергей Козин (справа) и главный тренер «Нижнего Новгорода» Зоран Лукич

В июне 2013 года Козин был назначен тренером-скаутом в БК «Нижний Новгород».
В августе 2017 года Козин был включён в качестве тренера-скаута в тренерский штаб студенческой сборной России, принимавшей участие в Универсиаде в Тайбэе.
В ноябре 2021 года Козин вошёл в тренерский штаб сборной России под руководством Зорана Лукича.
20 февраля 2022 года Козин принял участие в «Матче всех звёзд» Единой лиги ВТБ в качестве ассистента Зорана Лукича.
В конце марта и начале апреля 2022 года Козин исполнял обязанности главного тренера «Нижнего Новгорода» ввиду отсутствия Зорана Лукича из-за коронавирусной инфекции. Под руководством Сергея нижегородский клуб уступил «Зениту» (74:80) и одержал победы над «Астаной» (69:49) и «Цмоки-Минск» (95:53).
В мае 2024 года Козин был назначен главным тренером «Нижнего Новгорода».
В дебютном сезоне под руководством Козина «Нижний Новгород» занял 7 место в регулярном сезоне Единой лиги ВТБ и победил в плей-ин «Парму» (80:69). В 1/4 финала нижегородский клуб уступил ЦСКА в серии со счётом 0:3. В Кубке России «Нижний Новгород» стал серебряным призёром турнира.

## Личная жизнь
23 июня 2017 года в Сергей и его девушка Екатерина официально стали мужем и женой. 9 апреля 2022 года в их семье родился сын Семён (вес - 4350 грамм, рост - 53 см).

## Достижения
Как главный тренер
- Серебряный призёр Кубка России: 2024/2025

Как ассистент главного тренера
- Серебряный призёр Единой лиги ВТБ: 2013/2014
- Серебряный призёр чемпионата России: 2013/2014
- Обладатель Кубка России: 2022/2023
- Серебряный призёр Кубка России (3): 2017/2018, 2018/2019, 2023/2024